# 靜甲
静甲株式会社（せいこう）は、日本の産業用機械メーカー。本社は静岡県静岡市清水区にある。

## 概要
清水精機として設立されたが、その後、何度かの社名変更を経て現在の社名となった。当初は自動車ディーラーとしての業務も行っており、いすゞ自動車製の自動車を販売していた。その後、自動車販売業務は他社に譲渡し、産業用機械の製造などに業務を絞り込んでいる。
鈴与ホールディングスの関連会社である。
静岡県内の一般家庭にはテレビコマーシャルによって、液体充填機、および同社商事部が取り扱っている空き缶・空きビン・ペットボトル自動選別回収機「CANBOY」が知られている。
ちなみに、会社名の『静甲』とは、静岡県と山梨県の2県を指す地域名称（『甲』は『甲斐』もしくは『甲州』）でもある（一般的には山梨県を先にした『甲静』という呼び方もある）が、山梨県内に同社の営業拠点は（少なくとも2022年時点においては）存在しない。

## 沿革
- 1939年 - 清水精機株式会社設立。
- 1946年 - 商号を静甲いすゞ自動車販売株式会社に変更。
- 1947年 - 商号を静甲いすゞ自動車株式会社に変更。
- 1983年 - 商号を静甲株式会社に変更。静岡県下のいすゞ車の販売業務を静岡いすゞ自動車に譲渡。
- 1990年 - 日本証券業協会に店頭登録。
- 2010年 - スバル車ディーラーである静岡スバル自動車を完全子会社化。

## 事業所
- 本社、清水工場 - 静岡県静岡市清水区
- 三島工場 - 静岡県三島市
- 富士川工場 - 静岡県富士市

## 製品
- 包装機械
- 液体充填機
- 冷間鍛造（電動工具部品・自動車部品）
- 缶ボーイ